# الزخم السكاني
زخم السكان أو الجمود الديموغرافي هو ميل معدل المواليد الخام إلى الارتفاع نتيجة لمعدلات الخصوبة المرتفعة في الماضي، حتى بعد انخفاض معدلات الخصوبة أو العكس. وهذا يحدث لأن الزيادة الحالية في معدلات الخصوبة تؤدي إلى زيادة في عدد النساء التي هن في سن الإنجاب بعد حوالي 20 إلى 40 عاماً، مما يعني أن أرقام النمو السكاني تميل إلى التأخر بشكل كبير عن معدلات الخصوبة. وتشمل الأمثلة المعروفة طفرة الصدى (زيادة العدد الإجمالي للمواليد مع وصول جيل طفرة المواليد إلى سن الإنجاب) والنمو السكاني الصيني طوال عصر سياسة الطفل الواحد (من عام 1979 حتى عام 2021).
يشرح زخم السكان سبب استمرار نمو السكان حتى في حالة انخفاض معدل الخصوبة أو استمرار انخفاضه وحتى في حالة ارتفاع معدل الخصوبة. يحدث زخم السكان لأنه ليس عدد الأطفال لكل امرأة هو الذي يحدد نمو السكان فقط، بل عدد النساء في سن الإنجاب كذلك. في النهاية، عندما يصل معدل الخصوبة إلى معدل الإحلال ويستقر حجم السكان من النساء في فئة سن الإنجاب، يتحقق التوازن السكاني وينتهي زخم السكان. يُعرّف الزخم السكاني بأنه نسبة حجم السكان عند مستوى التوازن الجديد إلى حجم السكان في البداية.

## الأسباب
عادة ما ينتُج الزخم السكاني عن تغير في التحول الديموغرافي للبلد. فعندما تنخفض معدلات الوفيات، ينجو الصغار من مرحلة الطفولة ويطول عمر السكان المسنين. وتظل معدلات الخصوبة مرتفعة، مما يؤدي إلى نمو حجم السكان الإجمالي. ووفقًا للزخم السكاني، حتى لو تم استبدال معدلات الخصوبة المرتفعة على الفور بمعدلات خصوبة تعادل مستوى الإحلال، فإن السكان سيستمرون في النمو بسبب دخول السكان الذين لم يبلغوا سن الإنجاب.

## الآثار
للزخم السكاني آثار على السياسة السكانية لعدة أسباب.
1. فيما يتعلق بالبلدان ذات معدلات الخصوبة المرتفعة (مثلاً في العالم النامي)، فإن الزخم السكاني الإيجابي، الذي يعني أن السكان في تزايد، يشير إلى أن هذه البلدان ستستمر في النمو على الرغم من الانخفاض الكبير والسريع في معدلات الخصوبة.
2. فيما يتعلق بالبلدان ذات معدلات الخصوبة المنخفضة للغاية (مثلاً في أوروبا)، فإن الزخم السكاني السلبي يعني أن هذه البلدان قد تشهد انخفاضًا في عدد السكان حتى لو حاولت زيادة معدل الخصوبة إلى معدل الإحلال البالغ 2.1. مثلاً، تشهد بعض بلدان أوروبا الشرقية انكماشًا سكانيًا حتى لو تعافت معدلات المواليد لديها إلى مستوى الإحلال. يمكن أن يصبح الزخم السكاني سلبيًا إذا ظل معدل الخصوبة أقل من مستوى الإحلال لفترة طويلة من الزمن.
3. يُظهر الزخم السكاني أن معدل الخصوبة البديل هو مفهوم طويل الأجل وليس مؤشراً على معدلات النمو السكاني الحالية. اعتماداً على التركيبة العمرية الحالية، قد يتوافق معدل الخصوبة البالغ طفلين لكل امرأة مع نمو أو انخفاض قصير الأجل.